# Prasinocyma ibandana
Prasinocyma ibandana là một loài bướm đêm trong họ Geometridae.